# Pont-de-Vaux
Pont-de-Vaux è un comune francese di 2 240 abitanti situato nel dipartimento dell'Ain della regione dell'Alvernia-Rodano-Alpi.

Diede i natali al pittore paesaggista Antoine Chintreuil (1814-1873).
Il territorio comunale è bagnato dalle acque del fiume Reyssouze.

## Società

### Evoluzione demografica
Abitanti censiti